# Хайнаньский язык
Хайнаньский язык (кит. трад. 海南話, упр. 海南话, пиньинь Hǎinán huà, палл. хайнань хуа, самоназв. Hái-nâm-oe, также кит. трад. 瓊文, упр. 琼文, пиньинь qióngwén, палл. цюнвэнь и кит. трад. 瓊語, упр. 琼语, пиньинь qióngyǔ, палл. цюнъю) — один из языков южной группы миньских языков, входящих в китайскую языковую ветвь. Распространён на острове Хайнань (юг КНР). Иногда его вместе с лэйчжоуским наречием, распространенным на одноименном полуострове, объединяют в подгруппу цюнлэй.
В англоязычной литературе термин Hainanese иногда используется для обозначения языка народности ли, также проживающей на острове Хайнань.
Хайнаньский язык непонятен носителям других южноминьских наречий, в частности чаошаньского и тайваньского. Тем не менее, иногда он рассматривается как наречие в составе южноминьского языка (см. также Проблема «язык или диалект»).

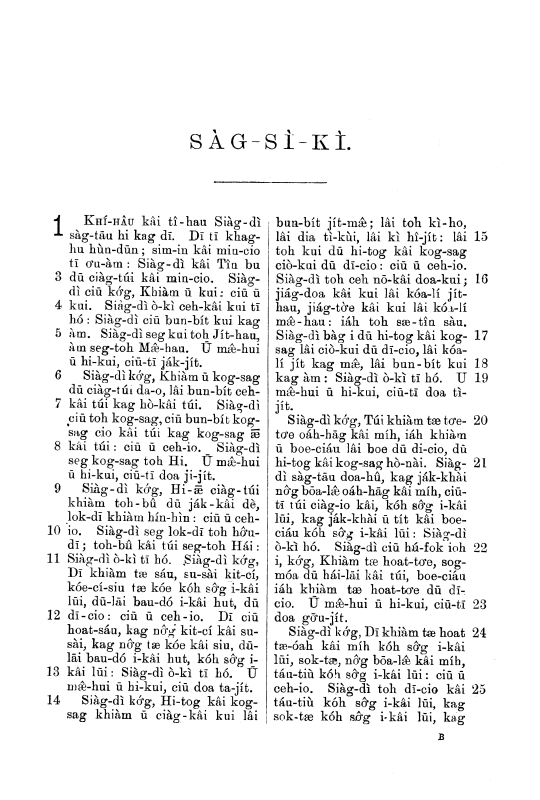
Страница из Библии на хайнаньском языке в латинской орфографии.

## Фонология
В хайнаньском языке имеется пять гласных звуков:
|         | Передние | Задние |
| ------- | -------- | ------ |
| Верхние | /i/      | /u/    |
| Средние | /e/      | /o/    |
| Нижние  |          | /a/    |

Характерной чертой этого языка является наличие ряда имплозивных согласных, возникших под влиянием соседних языков (вероятно, языка ли).
|                     | Губные | Зубные | Постальвеолярные | Велярные | Глоттальные |
| ------------------- | ------ | ------ | ---------------- | -------- | ----------- |
| Имплозивные         | /ɓ/    | /ɗ/    |                  |          |             |
| Взрывные            |        | /t/    | /c/ [ts]         | /k/      |             |
| Глухие фрикативные  | /f/    |        | /ɕ/ [s~ɕ]        | /x/      | /h/         |
| Звонкие фрикативные | /v/    |        | /ʑ/ [z~ʑ]        |          |             |
| Носовые             | /m/    | /n/    |                  | /ŋ/      |             |
| Плавные             | /w/    | /l/    | /j/              |          |             |

Фонетическая система хайнаньского языка в целом соответствует другим миньским языкам, однако имеет ряд отличий. В частности:
- этимологически передние взрывные согласные стали имплозивными (*p > /ɓ/, *t > /ɗ/);
- этимологически придыхательные взрывные стали спирантами (*ph > /f/, *th > /h/, *ch > /ɕ/ *kh > /x/);
- этимологические спиранты стали взрывными (*s > /t/, *h > /Ø/).